# Грунська
- Грунська сільська громада, Грунська сільська об'єднана територіальна громада — об'єднана територіальна громада в Україні, в Охтирському районі Сумської області.
- Грунська сільська рада — орган місцевого самоврядування в Охтирському районі Сумської області.
- Грунська сотня — адміністративно-територіальна і військова одиниця Полтавського, а з 1662 року Зінківського полку, що існувала приблизно з 1652 по 1781 рік.
- Грунська волость — історична адміністративно-територіальна одиниця Зіньківського повіту Полтавської губернії з центром у містечку Грунь.
- Грунська Тетяна Аврамівна (народилася 14 березня 1968 в місті Полонному Хмельницької області) — український прозаїк, художниця.